# Pseudagrion starreanum
Pseudagrion starreanum är en trollsländeart som beskrevs av Maurits Anne Lieftinck 1949. Pseudagrion starreanum ingår i släktet Pseudagrion och familjen dammflicksländor. Inga underarter finns listade i Catalogue of Life.